# Нови Салаш
Нови Салаш (слч. Nový Salaš) насељено је мјесто са административним статусом сеоске општине (слч. obec) у округу Кошице-околина, у Кошичком крају, Словачка Република.

## Становништво
| Година:    | 1994. | 2004.    | 2014.   | 2024.    |
| ---------- | ----- | -------- | ------- | -------- |
| Број људи: | 222   | 197      | 210     | 256      |
| Разлика:   |       | -11,26 % | +6,59 % | +21,90 % |

| Година:    | 2023. | 2024.   |
| ---------- | ----- | ------- |
| Број људи: | 246   | 256     |
| Разлика:   |       | +4,06 % |

Према подацима о броју становника из 2011. године насеље је имало 212 становника.